# Cinacanthus solus
Cinacanthus solus är en skalbaggsart som beskrevs av Bordat 1990. Cinacanthus solus ingår i släktet Cinacanthus och familjen Aphodiidae. Inga underarter finns listade i Catalogue of Life.